# Джесмайн-Истейтс (Флорида)
Джесмайн-Истейтс (англ. Jasmine Estates) — статистически обособленная местность, расположенная в округе Паско (штат Флорида, США) с населением в 18 213 человек по статистическим данным переписи 2000 года.

## География
По данным Бюро переписи населения США статистически обособленная местность Джесмайн-Истейтс имеет общую площадь в 9,58 квадратных километров, из которых 9,32 кв. километров занимает земля и 0,26 кв. километров — вода. Площадь водных ресурсов округа составляет 2,71 % от всей его площади.
Статистически обособленная местность Джесмайн-Истейтс расположена на высоте 1 м над уровнем моря.

## Демография
| Год переписи        | Нас.  |  | %±     |
| ------------------- | ----- |  | ------ |
| 1970                | 2967  |  | —      |
| 1980                | 11995 |  | 304,3% |
| 1990                | 17136 |  | 42,9%  |
| 2000                | 18213 |  | 6,3%   |
| 1970–2000 Источник: |       |  |        |

По данным переписи населения 2000 года в Джесмайн-Истейтс проживало 18 213 человек, 5275 семей, насчитывалось 8361 домашнее хозяйство и 9289 жилых домов. Средняя плотность населения составляла около 1901,15 человек на один квадратный километр. Расовый состав населённого пункта распределился следующим образом: 94,46 % белых, 1,63 % — чёрных или афроамериканцев, 0,32 % — коренных американцев, 0,88 % — азиатов, 0,02 % — выходцев с тихоокеанских островов, 1,49 % — представителей смешанных рас, 1,21 % — других народностей. Испаноговорящие составили 6,07 % от всех жителей статистически обособленной местности.
Из 8361 домашних хозяйств в 21,3 % воспитывали детей в возрасте до 18 лет, 47,4 % представляли собой совместно проживающие супружеские пары, в 11,4 % семей женщины проживали без мужей, 36,9 % не имели семей. 31,4 % от общего числа семей на момент переписи жили самостоятельно, при этом 20,4 % составили одинокие пожилые люди в возрасте 65 лет и старше. Средний размер домашнего хозяйства составил 2,18 человек, а средний размер семьи — 2,67 человек.
Население статистически обособленной местности по возрастному диапазону по данным переписи 2000 года распределилось следующим образом: 19,1 % — жители младше 18 лет, 6,2 % — между 18 и 24 годами, 23,6 % — от 25 до 44 лет, 20,6 % — от 45 до 64 лет и 30,4 % — в возрасте 65 лет и старше. Средний возраст жителей составил 46 лет. На каждые 100 женщин в Джесмайн-Истейтс приходилось 86,0 мужчин, при этом на каждые сто женщин 18 лет и старше приходилось 83,2 мужчин также старше 18 лет.
Средний доход на одно домашнее хозяйство статистически обособленной местности составил 26 935 долларов США, а средний доход на одну семью — 31 584 доллара. При этом мужчины имели средний доход в 26 077 долларов США в год против 21 906 долларов среднегодового дохода у женщин. Доход на душу населения статистически обособленной местности составил 26 935 долларов в год. 12,0 % от всего числа семей в населённом пункте и 14,3 % от всей численности населения находилось на момент переписи населения за чертой бедности, при этом 24,8 % из них были моложе 18 лет и 9,0 % — в возрасте 65 лет и старше.